# 파베우 파이데크
파베우 파이데크(폴란드어: Paweł Fajdek, 1989년 6월 4일~)는 폴란드의 육상 선수로 주종목은 해머던지기이다. 현재 폴란드 남자 해머던지기 국가 기록 보유자이며, 2020년 하계 올림픽에서 동메달을 획득하였다. 그는 세계 선수권 대회에서 5회 연속 우승을 차지했으며, 유럽 선수권 대회에서 금메달 1개, 은메달 2개를 획득하였다. 이 밖에 유니버시아드 4회 연속 금메달을 획득했고, 프랑코포니 경기 대회에서 금메달 1개를 획득했다.